# Efecto killer
El efecto killer consiste en la secreción de una toxina de carácter proteico por parte de unas determinadas cepas de levaduras, que provoca la muerte celular de levaduras denominadas "sensibles". Las levaduras killer (asesino en inglés) no se ven afectadas por la toxina secretada por sí mismas, pero sí pueden ser afectadas por otras toxinas.
Las levaduras pueden ser del fenotipo killer (K), del fenotipo sensible (S), o del fenotipo neutro (N). Estas últimas no producen la toxina, pero son capaces de resistir sus efectos. 
Los determinantes genéticos asociados al carácter killer en levaduras, son a la vez citoplásmicos, y nucleares. En Saccharomyces cerevisiae se debe a la presencia en el citoplasma de partículas de tipo viral.
La producción de estas micotoxinas está asociada a la presencia de partículas de doble cadena lineal de ARN.

## Factores determinantes
- La toxina tiene mayor actividad a temperaturas inferiores a 20 °C. A 30 °C o más, la toxina se inactiva.[3]

- Niveles de pH entre 4,2 y 4,7 el efecto killer se ve influenciado positivamente.

- El anhídrido sulfuroso en concentraciones superiores a 100 mg/l inhibe a las levaduras killer.

- Los polifenoles inhabilitan a la toxina.

- Otros compuestos como la bentonita, las enzimas proteolíticas y las radiaciones UV son capaces de inactivar, e incluso destruir la toxina.

## Funcionalidad en la enología
El uso de levaduras del fenotipo killer, puede ser importante para conseguir dirigir la fermentación alcohólica en vinos, aminorando las concentraciones de colonias de levaduras no deseables por el enólogo. Así pues, se podrían eliminar cepas contaminantes (siempre y cuando sean del fenotipo (S)) que aporten defectos sensoriales al vino.